# Arbit Blatas
 (décembre 2015).
Si vous disposez d'ouvrages ou d'articles de référence ou si vous connaissez des sites web de qualité traitant du thème abordé ici, merci de compléter l'article en donnant les références utiles à sa vérifiabilité et en les liant à la section « Notes et références ».
Arbit Blatas, pseudonyme de Nicolai Arbitblatas, né à Kaunas (Lituanie) le 12 novembre 1908, et mort à New York (États-Unis) le 27 avril 1999, est un peintre et sculpteur lituanien naturalisé américain.
Il est l'époux de la cantatrice américaine Regina Resnik (1922-2013).

## Biographie
Né de parents négociants en pianos, Arbit Blatas étudie le dessin à Poltava en Ukraine. L'année 1925 marque son arrivée à Paris. Il s'installe à Montparnasse, rue de la Gaîté, où il se lie en particulier avec Lipchitz, dont il modèlera une statue à sa mémoire.
À la suite d’une exposition à la galerie Mouradian-Vallotton en 1934, le marchand Pierre Matisse lui propose d’exposer à New York. En 1935, sous l’initiative de Pinchus Krémègne, l’artiste découvre Céret, Collioure et Banyuls.
En raison des persécutions contre les Juifs, il fuit la France occupée et s'installe aux États-Unis en 1941. Il acquiert la nationalité américaine peu de temps après.

## Œuvres dans les collections publiques
En France
- Boulogne-Billancourt, jardin de l'hôtel de ville : Jacques Lipchitz, 1991, statue en bronze ;
- Boulogne-Billancourt, musée des Années Trente : André Derain, statue en bronze ;
- Paris, square Gaston-Baty : Chaïm Soutine, 1963, statue en bronze (acquise par la ville de Paris en 1987) ;
- Paris, Memorial del la Shoah : Seven Plaques, 1981, en bronze) ;

En Italie
- Venise, campo di ghetto nuovo : Le dernier Train, 1993, bas-relief en bronze.

En Lituanie
- Vilnius, Lithuanian Art Museum : Portraits de Liliane Montevecchi, actrice, peintures à l'huile[3].